# بای‌احمد
بای‌احمد (به ترکی آذربایجانی: Boyəhməd) منطقه‌ای مسکونی در جمهوری آذربایجان است که در شهرستان جلفا واقع شده‌است. بای‌احمد ۲۶۷ نفر جمعیت دارد.